# Tokkerup Station
Tokkerup Station er en dansk jernbanestation i Tokkerup. Det blev åbnet samtidig med Østbanen 1. juli 1879 og blev i 1974 ændret fra at være en station til et trinbræt.